# Hôn nhân cùng giới ở Idaho
Hôn nhân cùng giới đã được công nhận hợp pháp tại tiểu bang Idaho của Hoa Kỳ kể từ ngày 15 tháng 10 năm 2014.
Vào tháng 5 năm 2014, Tòa án Quận Hoa Kỳ cho Idaho trong vụ án Latta v. Otter đã phát hiện ra lệnh cấm theo luật định và hiến pháp của bang Idaho đối với hôn nhân cùng giới là vi hiến, nhưng việc thi hành phán quyết đó vẫn đang chờ kháng cáo. Tòa phúc thẩm Ninth Circuit khẳng định rằng phán quyết vào ngày 7 tháng 10 năm 2014, mặc dù Tòa án Tối cao Hoa Kỳ đã ban hành một bản án của phán quyết không được dỡ bỏ cho đến ngày 15 tháng 10 năm 2014.

## Lịch sử

### Điều lệ
Sau khi Tòa án Tối cao Hawaii dường như đã sẵn sàng hợp pháp hóa hôn nhân cùng giới ở Hoa Kỳ lần đầu tiên tại Baehr v. Miike (1993), Hội đồng Lập pháp Idaho đã sửa đổi luật hôn nhân vào năm 1995 để xác định cụ thể rằng một cuộc hôn nhân sẽ diễn ra giữa một người đàn ông và một người phụ nữ Những thay đổi có hiệu lực từ ngày 1 tháng 1 năm 1996. Lo sợ sẽ phải công nhận hôn nhân cùng giới được tiến hành ở Hawaii, Idaho sửa đổi thêm luật hôn nhân của mình để cấm công nhận hôn nhân cùng giới ngoài tiểu bang vào năm 1996. Thống đốc Phil Batt đã ký luật pháp, có hiệu lực ngay lập tức vào ngày 18 tháng 3 năm 1996.